# Castelo de Tabernas

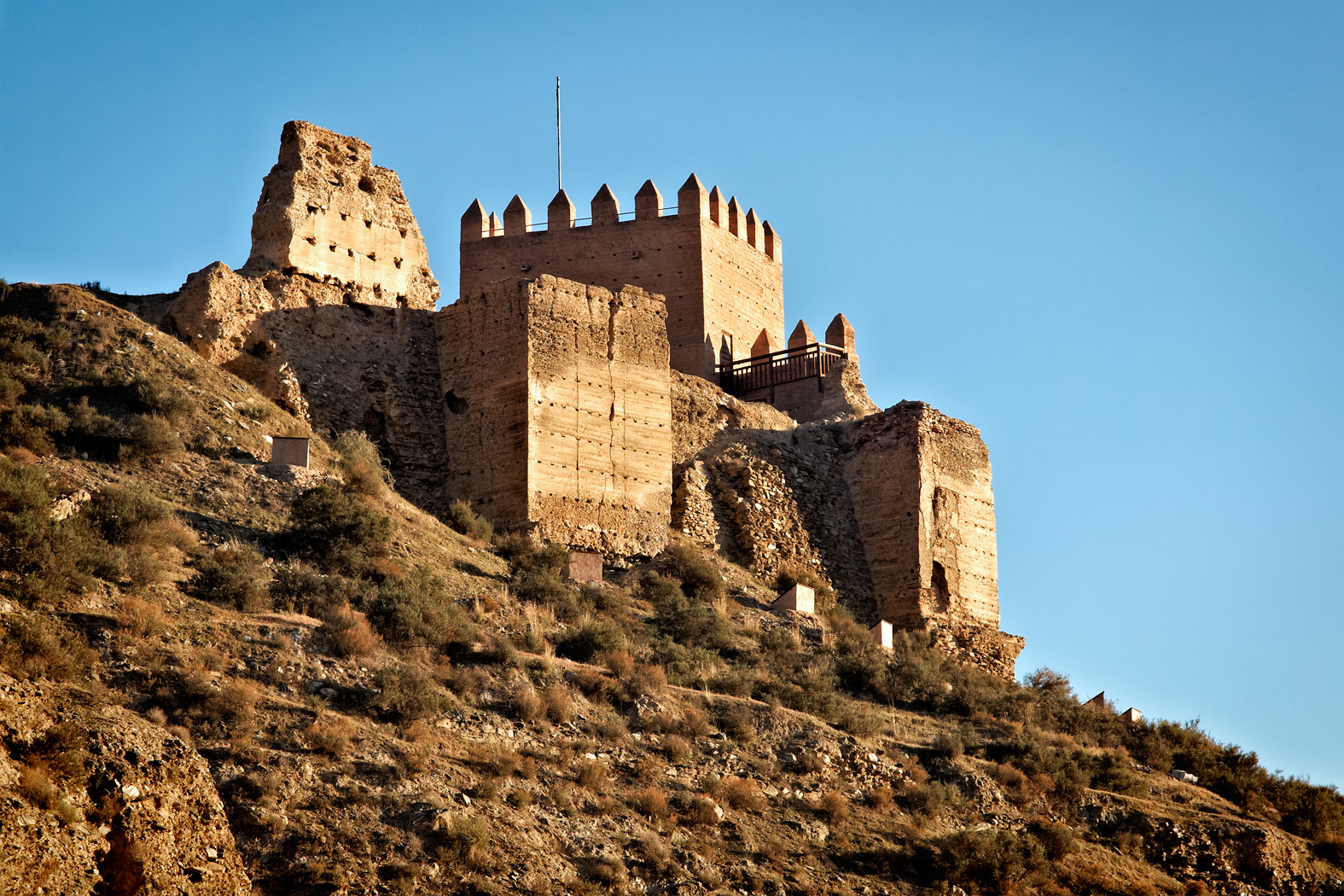
Castelo de Tabernas

O Castelo de Tabernas é um castelo em ruínas nos arredores do município de Tabernas, província de Almeria, na comunidade autónoma da Andaluzia, Espanha. Foi construído no século XI durante a época de dominação árabe. É de estilo mourisco e está situado no topo de uma colina. Quando foi construído, ocupava todo o morro, embora actualmente apenas uma parte esteja preservada. Em 1993, foi declarado um bem de interesse cultural. Durante o cerco de Almeria, Fernando e Isabel abrigaram-se no castelo.